# Усть-Нейская волость
Усть-Не́йская во́лость, Усть-Нейская волостка — историческая низшая административно-территориальная единица в составе
Понизовской волости Унженской осады, впоследствии вошедшая в Зарецкую волость Макарьевского уезда Костромской губернии, существовавшая в 1778—1929 годах.
Волостной центр — село Усть-Нейское (Погост Усть-Нейский, Успенское, что на р. Неё, Устье Нейское, Усть-Нея). Ещё до революции село ушло в упадок, хозяйственным центром стала д. Заречье. Духовным центром волости оставался погост Усть-Нейский.
Ныне территория волости в Макарьевском районе Костромской области России. Продолжением истории волости называют Усть-Нейское сельское поселение

## Состав
В 1616 году в ней было 12 деревень: Григорьевское, Власово, Дрюково, Еркино, Манылово, Заречье, Михалево, Клекино, Якимово  и др.
Ещё московский великий князь Василий (отец Ивана Грозного) пожаловал подъячего города Унжи Семена Шумалкина деревню Андреевское с её бортными угодьями. Шумалкин умер, не оставив наследников, завещав Андреевское Макарьевскому монастырю.

Деревня Заречье известна с начала 17 века. В ней стояла деревянная часовня в честь пешеходного путешествия царя Михаила Федоровича Романова, которое он совершил в 1619 году из пустыни Спасской (Красногорье) в Макарьевский монастырь. Такие часовни были поставлены на всем пути царя в деревнях Карабаниха, Новоселки, Ивакино, Григорьевское и др.
Деревня Власово известна с 1616 года. В 1620 году она с соседними деревнями была отдана князю Ю. А. Сицкому.
Деревня Старово принадлежала Павлу Васильевичу Чичагову, адмиралу, бывшему в 1807 г. морским министром России

## Население
Ревизские сказки (перепись податного населения Российской империи) хранятся в Государственном архиве Костромской области. В фонд 200 хранятся материалы: 10-я ревизия (1857 год), 9-я ревизия (1850 год), 8-я ревизия (1834 год)
Более ранние ревизии погибли в пожаре в 1982 году.

## Инфраструктура
Жители занимались летом обработкой земли, зимою отхожим промыслом — производство валяной обуви, весною — сплавом леса.
Центром общественной жизни волости служила Воскресенская церковь села Усть-Нейского. Приходских селений — 23. Прихожан 3200 мужского пола и 3500 женского пола.
Ранее были две церкви: « Воскресенская церковь однопрестольная и при ней Введенская».
Обе каменные, построенные тщанием прихожан: первая в 1796 г. и вторая в 1806 г. Колокольня каменная. Кладбище в ¼ версты от церкви. Притч: 3 священника, диакон и 3 псаломщика.
В церкви хранились метрические книги её прихожан. Ныне книги для официальной записи актов гражданского состояния (рождений, браков и смертей) являются историческим источником и хранятся в Государственном Архиве Костромской области
| Номер дела | Годы                 | Актовые записи                   | Примечания                              |
| ---------- | -------------------- | -------------------------------- | --------------------------------------- |
| 170        | 1875-1879            | О рождении                       |                                         |
| 171        | 1880-1883            | О рождении                       |                                         |
| 172        | 1884-1887            | О рождении                       |                                         |
| 173        | 1888-1891            | О рождении                       |                                         |
| 174        | 1892-1895            | О рождении                       |                                         |
| 175        | 1896-1898            | О рождении                       |                                         |
| 176        | 1899-1901            | О рождении                       |                                         |
| 177        | 1902                 | О рождении                       |                                         |
| 178        | 1903                 | О рождении                       |                                         |
| 179        | 1904-1905            | О рождении                       |                                         |
| 179а       | 1906-1907            | О рождении                       |                                         |
| 180        | 1908-1909            | О рождении                       |                                         |
| 181        | 1910-1911            | О рождении                       |                                         |
| 182        | 1912-1913            | О рождении                       |                                         |
| 183        | 1875-1885            | О браке                          |                                         |
| 184        | 1886-1896            | О браке                          |                                         |
| 185        | 1897-1904            | О браке                          |                                         |
| 186        | 1905, 1909—1913      | О браке                          |                                         |
| 186а       | 1906-1907            | О браке                          |                                         |
| 187        | 1875-1880            | О смерти                         |                                         |
| 188        | 1881-1887            | О смерти                         |                                         |
| 189        | 1887-1895            | О смерти                         |                                         |
| 190        | 1896-1900            | О смерти                         |                                         |
| 191        | 1901-1903            | О смерти                         |                                         |
| 192        | 1904-1905, 1908—1909 | О смерти                         |                                         |
| 192а       | 1906-1907            | МК О рождении, О смерти          | + Книги записей рождений Зарецкого ВИКа |
| 193        | 1910-1913            | МК О рождении, О браке, О смерти | + Книги записей рождений Зарецкого ВИКа |

В лесах Усть-Нейской волости был развит бортный промысел.

## Транспорт
В Усть-Нее был перевоз через Нею, за что взималась пошлина (мыт).